# 小矢部市立津沢小学校
小矢部市立津沢小学校 （おやべしりつ つざわしょうがっこう）は富山県小矢部市にある公立小学校。

## 通学区域
西島、津沢、津沢一丁目、新西、岩武、清水、清沢、蓑輪、鴨島、興法寺、下川崎、戸久の一部、高木、下後亟、胡麻島、内御堂、水島、経田の一部、西川原

## 進学先
- 小矢部市立津沢中学校

## 周辺
- 国道359号
- 小矢部川

## 著名な出身者
- 荒木貴裕（プロ野球選手、東京ヤクルトスワローズ）